# 厄夜車諾比
《厄夜車諾比》（英語：Chernobyl Diaries）是一部2012年上映的美國恐怖片，以烏克蘭普里皮亞季的荒廢核電站為背景。本片也是曾擔任過《噬血童話》視覺特效總監的布萊德利·帕克的導演處女作。主要演員為傑西·麥卡尼、奧莉薇亞杜德莉、納森菲利普斯。

## 劇情
三名美國大學生克里斯、娜塔莉和亞曼達一起環遊歐洲，一行人準備去最後一站莫斯科之前，路過烏克蘭基輔拜訪克里斯在此定居工作的哥哥保羅。而保羅在他們離開前一天建議去遊覽車諾比被稱為「鬼城」的普里皮亞季，三人覺得還有充裕時間而答應踏上旅程。四人來到一家極限旅行社遇見他們的俄裔導遊尤里，隨行包括一對背包客情侶麥可和柔伊，所有人坐一輛廂型車踏上旅程。過程中，尤里介紹說普里皮亞季曾是前蘇聯車諾比核電站工人以及許多核科學家進駐的繁榮城市，但自從1986年發生的一場嚴重核事故後，超過五萬名居民被迫遷離，從此變成貧瘠荒涼的禁區。
眾人開車到車諾比隔離區哨站，被當地哨兵禁止進入城市遊覽，而尤里於是帶他們從一條無人看守的偏僻入口進入鬼城，將車停在城市內部遊樂場的小型摩天輪正下方。尤里拿出一個蓋革計數器測量地區，確認輻射指數安全後，開始為保羅等人介紹景色和歷史，帶他們遊覽住宅樓內部時，還為他們遠距離展示核電站全景、包括災難源頭的四號機組。在他們拍照片時，尤里在隔壁房間中找到一些生過火的殘渣，不想理會後發現太陽即將落山而準備帶隊離開。而隊伍在離開前在樓道裡聽到聲響，隨後發現是一隻棲息在樓裡的黑熊，眾人嚇得跑出住宅樓後剛要發動車離開，卻發現車的內部線路已經被完全咬爛。眾人困在車中直到晚上，尤里拿起通訊器也無法聯繫上哨站，於是提議在車中等到白天再決定下一步。
黑暗中傳來幾聲狗叫，隨即傳來類似嬰兒的詭異哭聲，尤里於是拿出一把手槍出去看看，與保羅鬧矛盾的克里斯也跟他一起出去。兩人剛離開不久就傳出幾聲槍響，保羅跑出去將腿受傷的克里斯接回車上，幾隻野狗跑過來圍在車外，眾人躲在黑暗的車中勉強撐到隔天清晨。保羅決定出去尋找尤里，而麥可與亞曼達也跟他一起去。三個人最後在一棟建築門口地上找到尤里的通話器，跟著血蹟走進去後，在一個黑暗廚房中找到尤里被撕碎的屍體。這時，一隻類人的不明生物走進廚房中開始進食屍體，亞曼達拿走屍體旁邊的手槍，第一時間和保羅與麥可逃出去。
保羅等人回到車後提議立刻動身離開，但克里斯因腿傷無法行走，只能和娜塔莉留在車中等救援。保羅陪其他人往進城的路折返，中途繞到一座廢車場，首先發現一輛留有多數弹孔的巴士，車裡還留有撕破的哨兵制服以及血漬。麥可從一輛舊車中找到能和他們廂車配對的備用電線，於是跟克里斯他們報告好消息，但幾隻野狗順著氣味而開始追逐他們，所有人於是走一座獨木橋逃到另一邊才安全。又到夜晚，保羅等人照原路折返回到遊樂場時，發現廂車沒停在原位、反而在空地另一頭被掀翻，透过娜塔莉的手機曾拍下的錄影，顯示她與克里斯在車中受到不明變異生物襲擊而都被抓走。
弟弟生死不明讓保羅情緒崩潰，跟著聲音來到一棟黑暗建築中尋找克里斯，在裡面找到被嚇壞半條命的娜塔莉。麥可找到一張地圖查看逃生路，而保羅不肯丟下弟弟逃跑，而亞曼達說服他必須先求救；所有人繼續前進，但卻被地圖帶入死路。當地區輻射數值持續攀升時，眾人突然發現一名背對著他們的小女孩站在後面，在小女孩毫無反應時，娜塔莉再度被抓走。眾人便跟著她的尖叫聲，首先找到一具軍方哨兵屍體，最後跑到一個體育場。這時，周邊出現無數個變異人開始追趕他們，迫使一行人跑到一間倉庫躲避，隨即進入一條地下防空洞，但走在最後面的麥可為了掩護眾人而直接被變異人抓走。保羅、亞曼達與柔伊繼續深入地下道逃亡，途中路過大量棄置的急救床和設備，三人找到一個安全梯來逃生，但大量變異人隨即追上來，落後的柔伊則被拉下去圍剿。
保羅與亞曼達跑到核電站的廢棄控制室，兩人因為暴露在高度輻射下，亞曼達開始皮膚潰爛，保羅雙眼全部失明，跑到核電站外時遇上一批烏克蘭軍方。保羅因為看不見而一直往前走，被軍方視為威脅而被當場射殺，亞曼達則被接走送至一間不明科學設施裡。幾名講俄語的醫生收到“逃脫的輻射患者”已經全數找回的事情，並認為亞曼達“知情太多”而不能留活口，於是將她扔進一個黑暗牢房中，最後隔著牢房門上的小扇窗，目睹她被一大群變異病人圍剿後將扇窗關上。

## 人物
| 演員                                     | 角色           | 備註                                                         |
| 強納森·賽杜斯基 Jonathan Sadowski        | 保羅 Paul      | 美國移民，生活在基輔，為了給弟弟找樂子而提出了遊覽鬼城之行。 |
| 黛文·凱莉 Devin Kelley                   | 亞曼達 Amanda  | 美國女大學生，熱愛攝影，跟著朋友們一起環遊歐洲。             |
| 傑西·麥卡尼 Jesse McCartney              | 克里斯 Chris   | 美國大學生，保羅的弟弟，與娜塔莉是情侶。                     |
| 奧莉薇亞·杜德莉 Olivia Dudley            | 娜塔莉 Natalie | 美國女大學生，與男朋友克里斯一起環遊歐洲。                   |
| 納森·菲利普 Nathan Phillips              | 麥可 Michael   | 背包客，和柔伊是情侶。                                       |
| 英格利·波爾索·貝達爾 Ingrid Bolso Berdal | 柔伊 Zoe       | 麥可的女朋友。                                               |
| 狄米崔·迪亞欽珂 Dimitri Diatchenko       | 尤里 Uri       | 本地極限旅團導遊，領著克里斯一行人遊覽鬼城。                 |

## 外部連結
- 官方网站
- 互联网电影数据库（IMDb）上《厄夜車諾比》的资料（英文）
- 爛番茄上《厄夜車諾比》的資料（英文）
- 1-on-1 Interview with Oren Peli on Chernobyl Diaries[永久]